# 小酒井望
小酒井 望（こさかい のぞむ、1918年3月31日 - 1989年1月15日）は、日本の医学者。順天堂大学医学部教授を経て、同大学名誉教授。細菌学、臨床検査学が専門。

## 略歴
名古屋市生まれ。小酒井不木の長男。1941年東京帝国大学医学部卒。1952年東京大学医学博士。国立東京第一病院、1961年順天堂大学医学部教授。1983年定年、名誉教授、順天堂浦安病院院長。

## 著書
- 『菌の耐性』医学書院 1953
- 『細菌の薬剤耐性』医学書院 1955
- 『臨床検査室 その機能と運営』金原出版 1958
- 『臨床検査技術講座 第6輯 細菌学』金原出版 1959
- 『集落の観察から同定へ』日本栄養化学 1964
- 『実地医家のための細菌検査』診断と治療社 1965
- 『臨床検査技師講座 8 医学概論』医学書院 1969

### 共編著
- 『臨床検査技術提要 改訂版』斎藤正行,竹内正共著 克誠堂出版 1959 14版.
- 『臨床診断指針 症候から検査・診断へ』共編 医学書院 1959
- 『臨床検査の知識と介助』柴田進,日野原重明共編 医学書院 1961
- 『対症検査 鑑別診断のすすめ方』日野原重明,阿部正和共編 医学書院 1963
- 『衛生検査技師のための病原微生物学』桑原章吾共編 モダンメディア編集室編 日本栄養化学 1965
- 『症状による診断から治療まで』日野志郎,阿部正和共編 中外医学社 1965
- 『衛生検査技師のための臨床病理学総論』共著 医学書院 1966
- 『嫌気性菌と嫌気性菌症』鈴木祥一郎共編 医学書院 1968
- 『正常値』阿部正和共編 医学書院 1968
- 『外来における簡易検査』林康之共著 日本医事新報社 カラーグラフ 1971
- 『負荷試験』加藤暎一,林康之共編 医学書院 1972
- 『中央検査部管理必携』佐藤乙一共編 医学書院 1973
- 『ハンディ臨床検査法 改訂第5版』林康之、河合忠共編 宇宙堂八木書店 克誠堂出版 (発売) 1974
- 『臨床検査技術全書 第7巻 微生物検査』編集 医学書院 1974
- 『新しい化学療法の手引』共編 栄研化学 世界保健通信社 (発売) 1975
- 『検査データのよみ方・考え方 関連する2つの検査から 改訂第3版』林康之、寺田秀夫、河合忠、玄蕃昭夫共編 宇宙堂八木書店 克誠堂出版 (発売), 1975.
- 『セット検査 検査の組合せによる病態のスクリーニング』阿部正和, 河合忠共編集 宇宙堂八木書店 1977
- 『臨床病理学 異常値とその解釈』編 日本医事新報社出版局 1983

## 論文
- <小酒井望